# Heart of Dallas Bowl 2017
Match précédent Match suivant
Le Heart of Dallas Bowl 2017 est un match de football américain de niveau universitaire joué après la saison régulière de 2017, le 26 décembre 2017 au Cotton Bowl de Dallas dans l'état du Dallas aux États-Unis.
Il s'agit de la 8e édition du Heart of Dallas Bowl.
Le match met en présence les équipes des Utes de l'Utah issus de la Pacific-12 Conference et des Mountaineers de la Virginie-Occidentale issus de la Big 12 Conference.
Il débute à 13 h 30 locales et est retransmis en télévision sur ESPN.
Sponsorisé par la société Zaxby's (en) (chaîne de restaurants spécialisée dans le poulet), le match est officiellement dénommé le Zaxby's Heart of Dallas Bowl 2017.
Utah gagne le match sur le score de 30 à 14.

## Présentation du match
| Équipes                                 | Conférences | Entraîneurs           | Stats. saison rég. | Classements avant le bowl CFP-AP-Coaches |
| --------------------------------------- | ----------- | --------------------- | ------------------ | ---------------------------------------- |
| Utes de l'Utah                          | Pac-12      | Kyle Whittingham (en) | 6 - 6              | NC                                       |
| Mountaineers de la Virginie-Occidentale | Big 12      | Dana Holgorsen (en)   | 7 - 5              | NC                                       |
| Arbitre : Jeff Maconaghy (ACC)          |             |                       |                    |                                          |

Il s'agit de la 2e rencontre entre ces deux équipes :
- 19 décembre 1964, victoire d'Utah, 32 à 6 lors du Liberty Bowl.

### Utes de l'Utah
Avec un bilan global en saison régulière de 6 victoires et 6 défaites, Utah est éligible et accepte l'invitation pour participer au Heart of Dallas Bowl de 2017.
Ils terminent 5e de la South Division de la Pacific-12 Conference derrière no 8 USC, Arizona State, Arizona et UCLA, avec un bilan en conférence de 3 victoires et 6 défaites.
À l'issue de la saison 2017, ils n'apparaissent pas dans les classements CFP , AP et Coaches.
Il s'agit de leur toute 1re apparition au Heart of Dallas Bowl.

### Mountaineers de la Virginie-Occidentale
Avec un bilan global en saison régulière de 7 victoires et 5 défaites, West Virginia est éligible et accepte l'invitation pour participer au Heart of Dallas Bowl de 2017.
Ils terminent 6e de la Big 12 Conference derrière no 2 Oklahoma, no 13 TCU, no 17 Oklahoma State, Iowa State et Kansas State, avec un bilan en match de conférence de 5 victoires et 4 défaites.
À l'issue de la saison 2017, ils n'apparaissent pas dans les classements CFP , AP et Coaches.
Il s'agit de leur 1re apparition au Heart of Dallas Bowl.

## Résumé du match
Début du match à 12 h 30, fin à 15 h 52 pour une durée totale de jeu de 3 heures et 22 minutes.
Températures de 4 °C, vent de Nord-Est de 11 km/h, ciel nuageux.
| QT          | Temps       | Drive       | Drive       | Drive       | Équipe      | Description de l'action | Score | Score |
| QT          | Temps       | Jeux        | Yards       | TDP         | Équipe      | Description de l'action | UTAH  | WVU   |
| ----------- | ----------- | ----------- | ----------- | ----------- | ----------- | --- | ----- | ----- |
| 1           | 11:37       | 4           | 83          | 01:38       | UTAH        | TD à la suite d'une course de 58 yards par RB Zack Moss + 1 point de conversion par K Matt Gay                                                            | 7     | 0     |
| 2           | 13:09       | 11          | 67          | 04:29       | WVU         | FG de 28 yards par K Evan Staley | 7     | 3     |
| 2           | 05:46       | 3           | 13          | 01:19       | UTAH        | TD à la suite d'une course de 2 yards par QB Tyler Huntley + 1 point de conversion par K Matt Gay                                                         | 14    | 3     |
| 2           | 01:08       | 9           | 56          | 03:12       | UTAH        | FG de 29 yards par K Matt Gay | 17    | 3     |
| 3           | 06:43       | 4           | 3           | 01:02       | WVU         | FG de 26 yards par K Evan Staley | 17    | 6     |
| 4           | 13:59       | 7           | 39          | 02:35       | UTAH        | TD à la suite d'une course de 2 yards par QB Tyler Huntley + 1 point de conversion par K Matt Gay                                                         | 24    | 6     |
| 4           | 11:38       | 4           | 7           | 01:38       | UTAH        | FG de 26 yards par K Matt Gay | 27    | 6     |
| 4           | 04:15       | 8           | 20          | 04:03       | UTAH        | FG de 24 yards par K Matt Gay | 30    | 6     |
| 4           | 01:58       | 5           | 67          | 02:17       | WVU         | TD de 18 yards par WR Ka'Raun White à la suite d'une réception d'une passe de QB Chris Chugunov + 2 points de conversion à la suite d'une passe complétée | 30    | 14    |
| Score final | Score final | Score final | Score final | Score final | Score final | Score final | 30    | 14    |

## Statistiques
| Meilleur joueur (MVP) |        |       |
| Nom                   | Équipe | Poste |
| Julian Blackmon       | Utah   | CB    |

| Statistiques par équipe                |                                                       |                                                      |
| Statistiques                           | UTAH                                                  | WVU                                                  |
| 1er down                               | 19                                                    | 6                                                    |
| 1er down à la course                   | 10                                                    | 1                                                    |
| 1er down à la passe                    | 7                                                     | 5                                                    |
| 1er down suite pénalité                | 2                                                     | 0                                                    |
| Conversion de 3e down                  | 6/19                                                  | 2/14                                                 |
| Conversion de 4e down                  | 2/3                                                   | 1/1                                                  |
| Jeux–yards                             | 80 jeux pour 362 yards                                | 51 jeux pour 163 yards                               |
| Yards à la course                      | 53 courses pour 197 yards moyenne de 3,7 yards/course | 21 courses pour 29 yards moyenne de 1,4 yards/course |
| Yards à la passe                       | 165                                                   | 124                                                  |
| Passes : Réussies-Tentées-Interceptées | 12/27, 0 interception                                 | 10/30, 2 interceptions                               |
| Réussite en zone rouge/chances         | 5/5                                                   | 3/3                                                  |
| TD                                     | 4                                                     | 1                                                    |
| Field Goals                            | 3/3                                                   | 2/2                                                  |
| Sacks (Nombre-Yards)                   | 2 pour 10 yards adverses perdus                       | 6 pour 40 yards adverses perdus                      |
| Fumbles (Nombre/Perdus)                | 2/2                                                   | 2/2                                                  |
| Pénalités (Nombre/Yards perdus)        | 5 pour 32 yards perdus                                | 5 pour 51 yards perdus                               |
| Temps de possession                    | 38:34                                                 | 21:26                                                |

| Statistiques individuelles |                      | |
| Quaterbacks                |                      | |
| UTAH                       | Tyler Huntley        | 12/26 passes complétées, 165 yards, 0 interception, 0 TD, 6 sacks subis                              |
| WVU                        | Chris Chugunov       | 9/28 passes complétées, 150 yards, 2 interceptions, 1 TD, 2 sacks subis                              |
| Meilleurs coureurs         |                      | |
| UTAH                       | Zack Moss            | 20 courses pour 62 yards nets gagnés, 0 TD, moyenne de 7,5 yards/course                              |
| WVU                        | Kennedy McCoy        | 14 courses pour31 yards nets gagnés, 0 TD, moyenne de 2,2 yards/course                               |
| Meilleurs receveurs        |                      | |
| UTAH                       | Darren Carrington II | 4 réceptions pour 62 yards gagnés, 0 TD                                                              |
| WVU                        | Gary Jennings        | 3 réceptions pour 66 yards gagnés, 0 TD                                                              |
| Meilleurs tacleurs         |                      | |
| UTAH                       | Thompson, Donavan    | 6 tacles dont 3 en solo.                                                                             |
| WVU                        | White, Kyzir         | 13 tacles dont 7 en solo, 1,5 touché pour perte adverse de 8 yards, 1 sack (7 yards adverses perdus) |